# West Brabantse Aeroclub
De West Brabantse Aeroclub (WBAC) is een zweefvliegvereniging in Hoogerheide. De vereniging vliegt vanaf Vliegbasis Woensdrecht.

## Ontstaansgeschiedenis
De WBAC werd op 26 januari 1934 als Bergen-op-Zoomsche Zweefvliegclub (BOZ ZC) opgericht door Jan Bovée, Frits Diepen, militair vlieger Jac Jansen en Toine Mazairac. De Bergen op Zoomse wethouder ir. A.J.L. Juten was daar ook bij betrokken. Hij wilde in zijn gemeente het vliegterrein aan de Oosterschelde uitbreiden. Burgemeester J.J.M. Rubert van Woensdrecht voelde meer voor een vliegterrein in zijn gemeente. Als argument voerde hij aan dat in de mist die vaak over het beoogde terrein hing, niet gevlogen kon worden. Hij wees het terrein De Eendenkooy aan als alternatief. Op 5 maart 1934 stemde de gemeenteraad in met de plannen voor de inrichting van het vliegterrein in Woensdrecht  en werden de vergunningen aangevraagd.
Ondertussen bouwde de BOZ ZC zijn eerste vliegtuig. De R.R.G. Zögling vloog met registratienummer PH-23. In 1939 kreeg de inmiddels tot Roomsch Katholieke Brabantsche Aeroclub omgedoopte vereniging te horen dat het vliegterrein in Bergen op Zoom gesloten zou worden. Echter, het vliegterrein in Woensdrecht werd in 1940 gesloten vanwege de Algemene Mobilisatie. De Eendenkooy werd tijdens de Tweede Wereldoorlog in gebruik genomen en tot volwaardige vliegbasis uitgebouwd door de Duitse bezetter. Pas in 1949 werd, na enkele kleinere initiatieven kort na de oorlog, de WBAC opgericht. Er werd toestemming gevraagd om gebruik te maken van Vliegbasis Woensdrecht dat op dat moment een militaire bestemming had. Adri van Campenhout stichtte het eerste particuliere vliegveld van Noord-Brabant dat op 28 augustus 1949 werd geopend en een alternatief bood voor de vereniging. Op 16 februari 1950 werd de WBAC geaccepteerd als lid van de KNVvL. Het bestuur van de WBAC bestond op dat moment uit voorzitter J.A. Jansen, secretaris A.L. Bruys en penningmeester P.J. Bruys. Tegen eind september 1950 was er toestemming verleend om gebruik te maken van Vliegbasis Woensdrecht.

## Vloot
| Vliegtuig                 | Klasse         | Aantal |
| ------------------------- | -------------- | ------ |
| Rolladen-Schneider LS8-18 | Standaard/18m  | 1      |
| DG-1001 Club Neo          | Club           | 1      |
| Schempp-Hirth Discus CS   | Standaard/Club | 2      |
| Schempp-Hirth Discus XL   | 20-meter       | 1      |
| Schleicher ASK-21         | Club           | 1      |